# Charles Cagniard de Latour
Charles Cagniard de Latour, né le 31 mars 1777 à Paris et mort à Paris le 5 juillet 1859, est un ingénieur et physicien français. Il est passé à la postérité pour ses travaux d'acoustique quantitative, pour lesquels il mit au point la « sirène ».

## Biographie
Polytechnicien de l'an III (automne 1794 - été 1795), il est nommé le 16 ventôse an V (6 mars 1797) élève à l'école des aérostiers, qui vient d'être créée à Meudon. Il rejoint ensuite le corps des ingénieurs géographes, devient auditeur de seconde classe au Conseil d'État le 1er août 1810 et est affecté dans l'administration des poudres en 1811. Auditeur de première classe près le ministre et la section de l'Intérieur en 1812 et 1813, il devient aussi auditeur à la commission des Pétitions en 1813.
Il quitte assez rapidement ces activités de fonctionnaire pour se consacrer à ses recherches dans des domaines aussi divers que la mécanique, la chimie, la physique et l'acoustique.

## Recherches scientifiques

### Travaux d'acoustique

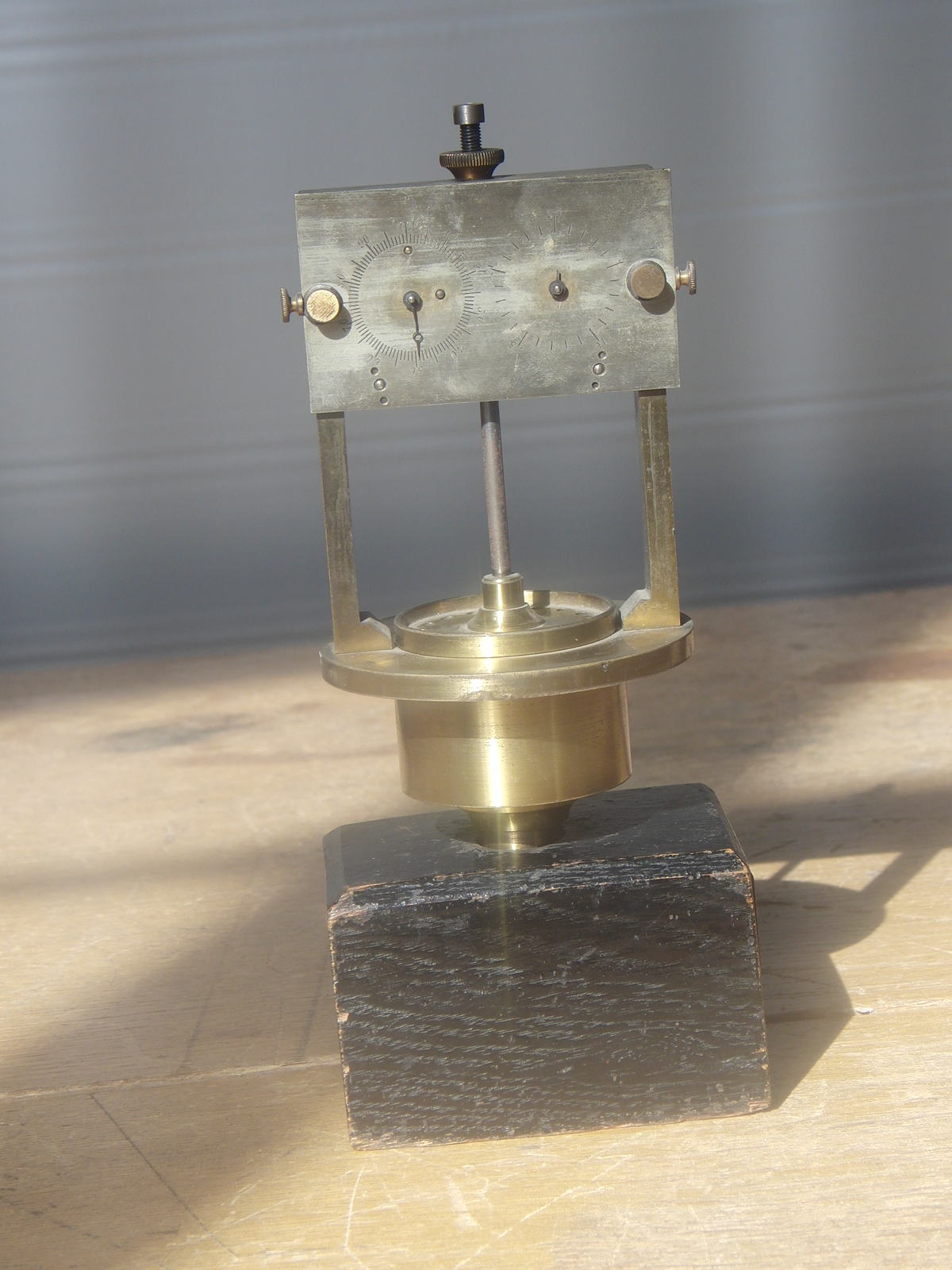
Sirène de Cagniard-Latour.

Cherchant à produire un étalon pour la hauteur des sons en s'appuyant sur la fréquence de rotation déterminée d'un volant, il met au point en 1819 la sirène dite « de Cagniard-Latour » : en contrôlant la vitesse de rotation, cet instrument permet de produire à volonté un son de fréquence calculable et réglable,.
Il se servira par la suite de cet appareil pour étudier la propagation du son dans les liquides.
Cagniard-Latour s'est également intéressé à la fréquence propre des fils d'acier. Dans une communication au Journal de chimie médicale (1833), il affirme, contre le Suédois P. Lagerhjelm (1827), que cette fréquence n'est altérée ni par l'écrouissage de l'acier, ni par la trempe ; toutefois, ces conclusions seront réfutées par Wertheim et Regnault (1847).

### Recherche sur les états des fluides
Il étudie quantitativement, en vase clos, l'expansion des vapeurs de différents liquides (alcool, éther et eau) du point de vaporisation jusqu'à des températures nettement plus élevées (362 °C pour l'eau), dans un espace deux à trois fois plus grand que le volume du liquide. Ces expériences sont encore aujourd'hui une des bases expérimentales de la théorie des gaz.
C'est ainsi qu'en 1822, grâce à son canon à gaz, il dégage la notion de point critique d'une substance et définit l'état fluide supercritique.

### Mécanisme de la fermentation alcoolique
En 1838, il montre comment multiplier, par bourgeonnement, la levure de bière et explicite son rôle dans la fermentation alcoolique ; il démontre ainsi que le processus de fermentation est dû à des organismes vivants.

### Inventions diverses

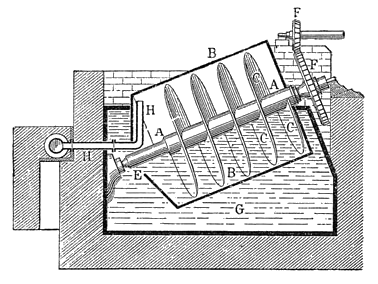
Vis d'Archimède (Cagniardelle). A – Axe de la vis. B – Bâche. C – Pales d'hélice. E – Orifice de chasse. F – Actionneur. G – Réservoir. H – Prise d'air.

Ses inventions et découvertes majeures sont :
- la cagniardelle, en 1809, machine destinée à entraîner l'air par un liquide, aussi bien pour faire le vide dans une enceinte que pour décarburer les fontes par apport d'oxygène. Elle est devenue désuète depuis l'introduction des pompes-turbines. Son principe est fondé sur  une vis d'Archimède faiblement inclinée, de façon que l'extrémité inférieure soit complètement immergée et l'extrémité supérieure seulement partiellement ; la vis est actionnée dans le sens inverse de celui qui ferait monter l'eau ; à chaque tour, l'air entre par l'extrémité supérieure et descend, en refoulant l'eau, le long des spires vers l'extrémité inférieure où un tuyau le récupère. Victor Hugo, entre autres, y fait allusion dans Les Travailleurs de la mer (IIe partie, chap. X) ;
- un moulin portatif, à l'usage des armées, d'un poids minime de sept livres et qui permettait aux soldats de moudre du blé au beau milieu des champs ; l'armée napoléonienne s'en servit durant les Cent-Jours ;
- des appareils d'éclairage au gaz pour l'hôpital Saint-Louis et pour l'usine royale. Ces appareils d'éclairage lui valent, en 1819, d'être fait baron par Louis XVIII ;
- une nouvelle machine à feu  (9 novembre 1809) ;
- le canon-pompe ;
- une machine à vapeur qui élève l'eau sans piston ;
- la pompe à tige filiforme ;
- le peson chronométrique ;
- une machine pour étudier le vol des oiseaux.

Membre de l'Académie des sciences, il succède le 17 mars 1851 à Gay-Lussac.

## Distinctions
- Légion d'Honneur chevalier en 1811[réf. souhaitée].
- Médaille d'argent décernée par le jury de l'exposition des produits de l'industrie de 1819 pour diverses machines hydrauliques de son invention telles que la vis d'Archimède pneumatique citée plus haut[7].
- Ordre de Saint-Michel en 1823.